# Moreton Valence
Moreton Valence est une paroisse civile et un village du Gloucestershire, en Angleterre.